# Nyctanthes arbor-tristis

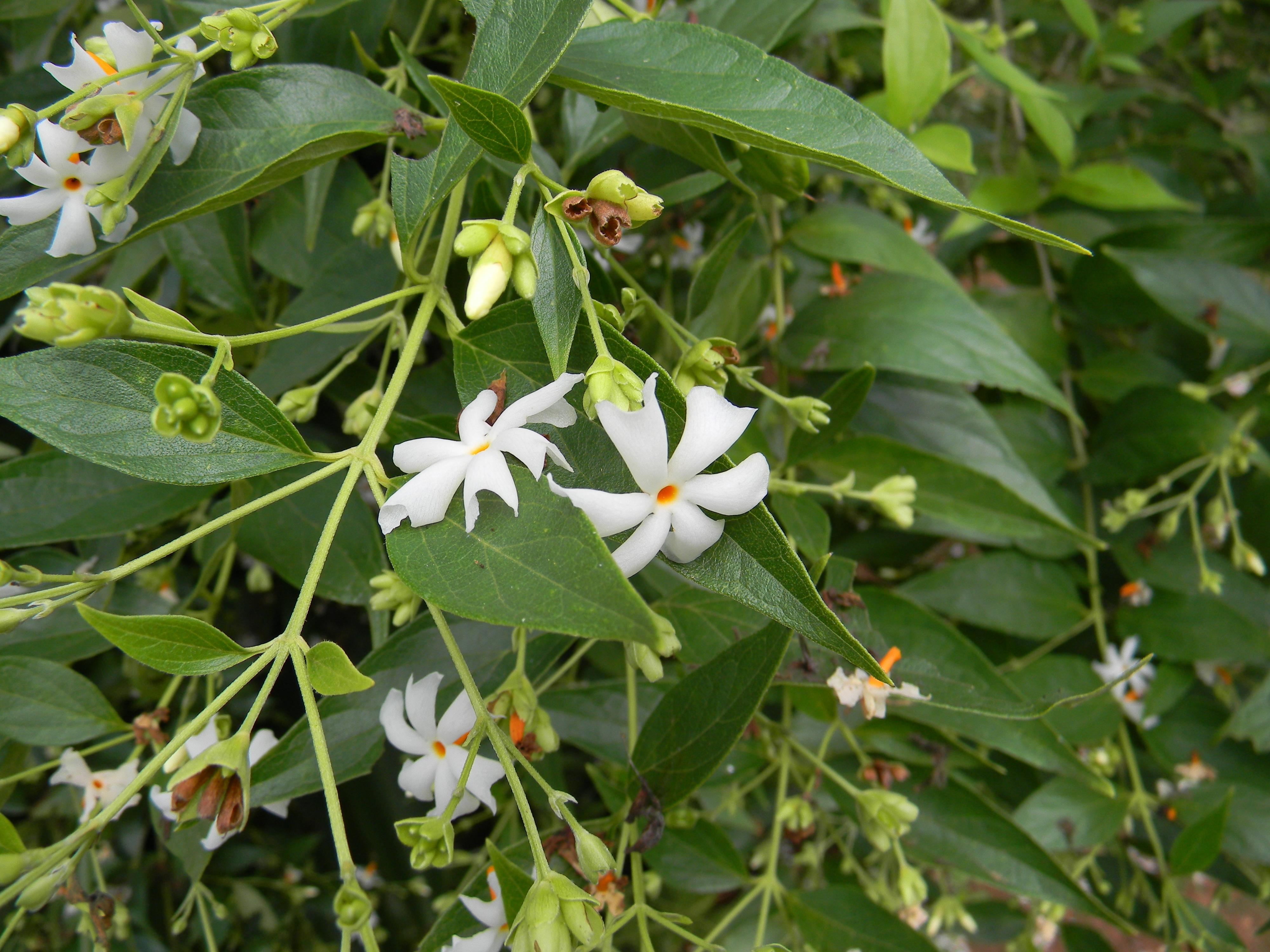
Blütenstand und Blüten

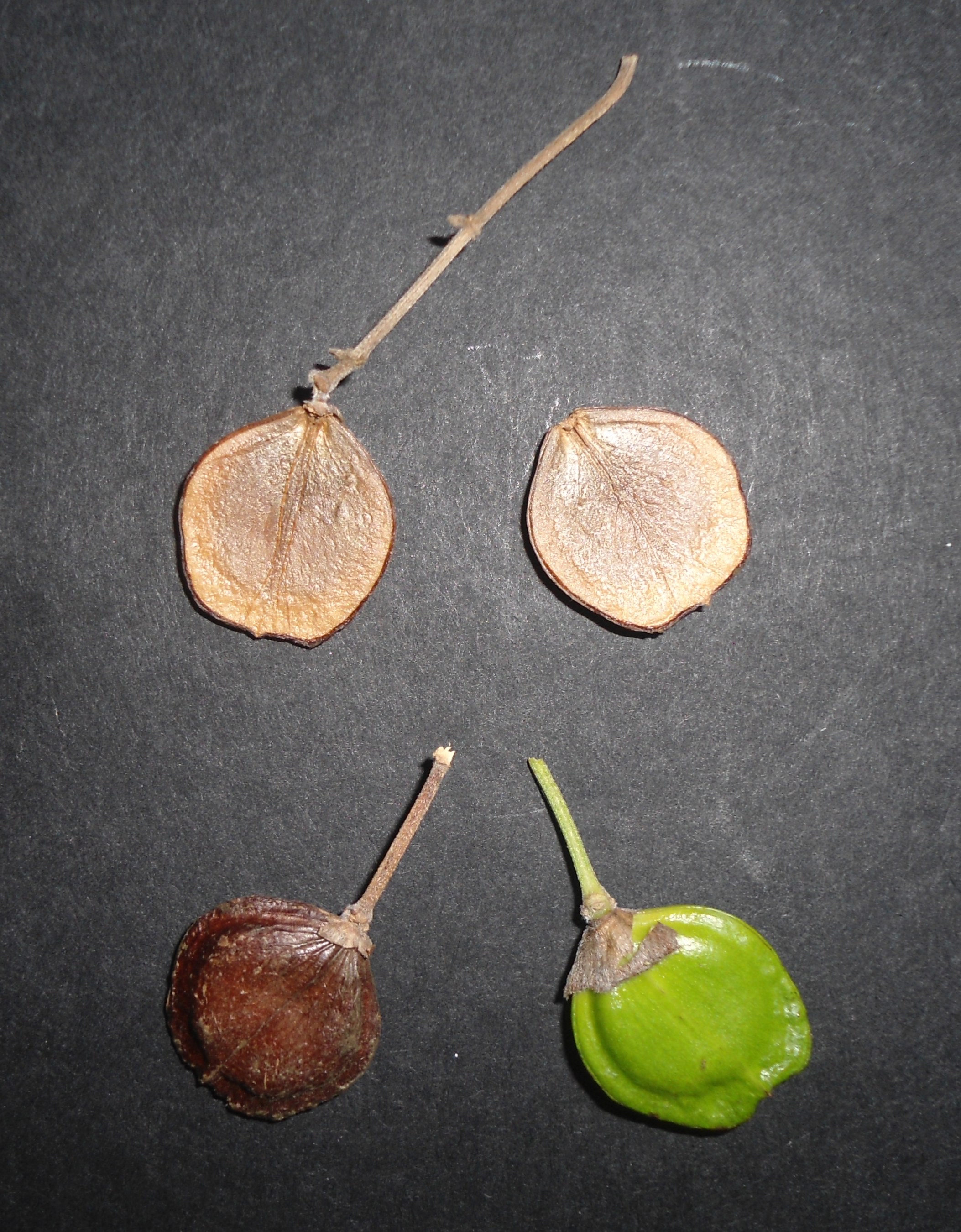
Spaltfrüchte; oben geteilt, unten reif und unreif

Nyctanthes arbor-tristis ist eine Pflanzenart in der Familie der Ölbaumgewächse aus Indien, Nepal, Bangladesch und Sumatra, Java, Thailand, Kambodscha, Laos sowie Vietnam.

## Beschreibung
Nyctanthes arbor-tristis wächst als laubabwerfender Strauch oder als kleinerer Baum bis meist etwa 10 Meter hoch.
Die einfachen, kurz gestielten und ledrigen Laubblätter sind gegenständig. Der Blattstiel ist bis 10 Millimeter lang. Die oberseits rauen, schuppigen, leicht kurzhaarigen und unterseits leicht behaarten Blätter sind eiförmig, ganzrandig oder mit einzelnen Zähnen und spitz bis zugespitzt. Sie sind 6–12 Zentimeter lang und bis 6–8 Zentimeter breit. Die Blattbasis ist abgerundet bis leicht herzförmig oder gestutzt. Die Nebenblätter fehlen.
Die Blüten erscheinen achsel- oder endständig in wenigblütigen und gestielten Zymen mit Tragblättern in thyrsigen Blütenständen. Die stark duftenden, orange-weißen und stieltellerförmigen, kurz gestielten, zwittrigen Blüten sind mit doppelter Blütenhülle. Die Blüten sind heterostyl. Der becherförmige und gestutzte bis schwach 5–9lappige, -zipflige, außen behaarte Kelch ist etwa 5–6 Millimeter lang. Die durchgefärbt orange Kronröhre ist zylindrisch und etwa so lang wie die 5–9 ausladenden, bis 15 Millimeter langen, dachigen und mehr oder weniger spiralig verdrehten, weißen Lappen. Die fast sitzenden nur 2 Staubblätter sitzen oben in der Kronröhre. Der zweikammerige Fruchtknoten ist oberständig mit einem mehr oder weniger langen Griffel mit leicht zweilappiger Narbe. Die Blüten öffnen sich Nachts und die Kronen werden meist bei Sonnenaufgang abgeworfen.
Es werden flache, bis etwa 2 Zentimeter große, verkehrt-herzförmige bis rundliche und zweisamige, -teilige Spaltfrüchte mit Kelchresten gebildet. Sie teilen sich mittig in Querrichtung in nicht öffnende Teilfrüchte.
Die Chromosomenzahl beträgt 2n = 44.

## Verwendung
Aus den Blüten kann ein gelber Farbstoff und ein ätherisches Öl, das ähnlich wie Jasminöl ist, erhalten werden. Der Farbstoff kann zum Färben von Textilien oder auch von Nahrungsmitteln verwendet werden.
Die Blätter können zum Polieren von Holz oder Elfenbein verwendet werden.
Die Blätter, Blüten und Samen werden medizinisch verwendet.